# Viskoza Loznica
Hemijska industrija Viskoza Loznica je bila fabrika veštačke svile i viskoznih proizvoda koja se nalazila u Loznici. Osnovana je 1957. godine pod nazivom „preduzeće u razvoju Viskoza Loznica“. U najvećem stepenu razvoja brojala je oko 10.000 radnika krajem 80-ih godina 20. veka. Propala je u ekonomskoj krizi 1990-ih. Sastojala se od 13 odseka:
- Celuloza
- Celvlakno
- Svila
- Kord
- Energetika
- Lozofan
- Lofolen
- Centrofan
- Krupanjka
- Transport
- Standard
- Hortikultura
- Hemiremont

U sklopu Viskoze nalazio se i Hotel "Viskoza" koji je podelio sudbinu fabrike, 2017. godine je srušen i na njegovom mestu je podignuta fabrika za proizvodnju industrijskih konaca. Sudbinu fabrike jedino nije podelila "Viskozina ambulanta" u gradskom naselju Gradilište koja je pod upravom države, i radi dan danas.
Proizvodnja u fabrici je stala 2005. godine. Iz nje je 2006. pokradeno 330 dizni od zlata i platine, osim toga iz fabrike se kralo sve što može da se proda kao sekundarna sirovina.
U fabrici je 8. decembra 2008. izbio požar u kojem je poginuo jedan radnik. Tim požarom nisu bile zahvaćene opasne materije, oko 550 tona sumpornih jedinjenja (ugljen disulfida) počelo je da se izmešta 2010. godine.